# Zaza Urushadze
Zaza Urushadze (ზაზა ურუშაძე; Tbilisi, 30 ottobre 1965 – Tbilisi, 7 dicembre 2019) è stato un regista e sceneggiatore georgiano.

## Biografia
Figlio del calciatore Ramaz Urushadze, con il film Tangerines (2013) ricevette la nomination come miglior film straniero nell'ambito dei Premi Oscar 2015 e quella come miglior film straniero anche ai Golden Globe 2015.
Urushadze morì nel 2019 per attacco cardiaco.

## Filmografia
- Mattvis vints mamam miatova (1989)
- Ak tendeba (1998)
- Sami Sakhli (2008)
- Bolo Gaseirneba (2012)
- Tangerines (Mandariinid) (2013)